# جيش دوقية فنلندا الكبرى

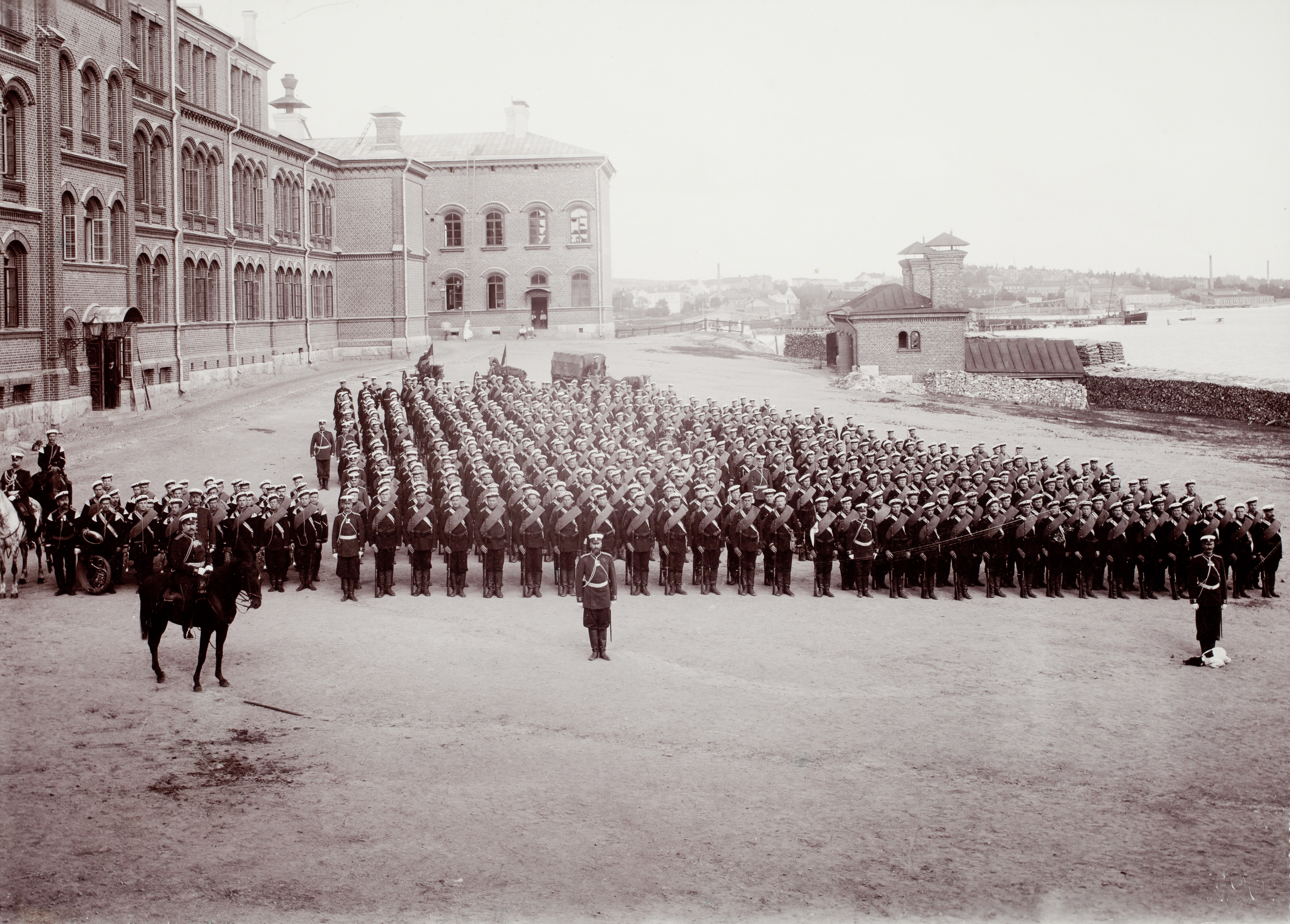
كتيبة نيلاند للرماية تتجمع في ميدان العرض عام 1901

جيش دوقية فنلندا الكبرى؛ بين عامي 1809 و1917 كانت فنلندا جزءًا ذاتي الحكم من الإمبراطورية الروسية باسم دوقية فنلندا الكبرى. وكان لها بين عامي 1881 و1901 جيشها الخاص. قبل أن تـُشكل أيضًا عدة وحدات عسكرية أخرى.
ورثت الدوقية النظام العسكري السويدي (ruotujakolaitos). ولكن على مدى عدة عقود لم يطلب فيها الحكام الروس الخدمة العسكرية من فنلندا - كانت القوات الروسية المتمركزة في الدوقية تتولى العمليات والدفاع. ونتيجة لذلك، باتت رواتب الضباط بالنظام العسكري عمليًا معاشات تقاعد، بما أن الدفع كان على أساس الجاهزية السلبية وليس على الخدمة الفعلية.
أبرم اللاندستاغ الفنلندي اتفاقًا مع القيصر ألكسندر الأول؛ فدفعت فنلندا ضريبة لروسيا على سبيل التعويض لئلا يتم الاستدعاء للخدمة العسكرية. استمر هذا حتى حرب القرم سنة 1854، التي أنشأت فنلندا أثناءها وبعدها بعض كتائب القنص وفق النظام الروسي.
‌